# NGC 4536
NGC 4536 est une galaxie spirale intermédiaire située dans la constellation de la constellation de la Vierge à une distance d'environ 15,0 ± 2,9 Mpc (∼48,9 millions d'al). NGC 4536 a été découverte par l'astronome germano-britannique William Herschel en 1784.
Cette galaxie fait partie du groupe de galaxies de M61, un des groupes de l'amas de la Vierge. C'est une galaxie à faible brillance de surface, mais elle connaît des phases de formation de sursaut d'étoiles. Elle est aussi émettrice de rayonnement infrarouge.
Un trou noir supermassif se trouve au centre de NGC 4536 et on a découvert une supernova dans celle-ci en 1981.

## Caractéristiques
La classe de luminosité de NGC 4536 est II-III et elle présente une large raie HI. Elle renferme également des régions d'hydrogène ionisé. NGC 4536 faisait partie des galaxies étudiées lors du relevé de l'hydrogène neutre de l'amas de la Vierge par le Very Large Array. Les résultats de cette étude sont sur cette page du site du VLA.

### Distance
Sa vitesse par rapport au fond diffus cosmologique est de 2 151 ± 24 km/s, ce qui correspond à une distance de Hubble de 31,72 ± 2,25 Mpc (∼103 millions d'al).
À ce jour, 84 mesures non basées sur le décalage vers le rouge (redshift) donnent une distance de 15,035 ± 2,881 Mpc (∼49 millions d'al), ce qui est loin à l'extérieur des valeurs de la distance de Hubble.
Cette galaxie, comme plusieurs de l'amas de la Vierge, est relativement rapprochée du Groupe local et on obtient souvent une distance de Hubble très différente en raison de leur mouvement propre dans le groupe où dans l'amas où elles sont situées. La distance de 15.035 Mpc est sans aucun doute plus près de la réalité. Selon ces deux mesures, NGC 4536 se dirige vers le centre de l'amas en direction opposée à la Voie lactée. Notons que c'est avec la valeur moyenne des mesures indépendantes, lorsqu'elles existent, que la base de données NASA/IPAC calcule le diamètre d'une galaxie.

### Morphologie

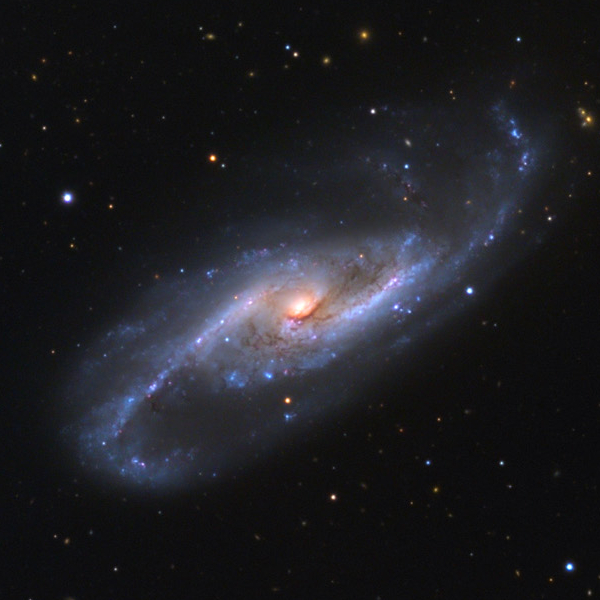
NGC 4536 par Adam Block (Observatoire du mont Lemmon/Université de l'Arizona).
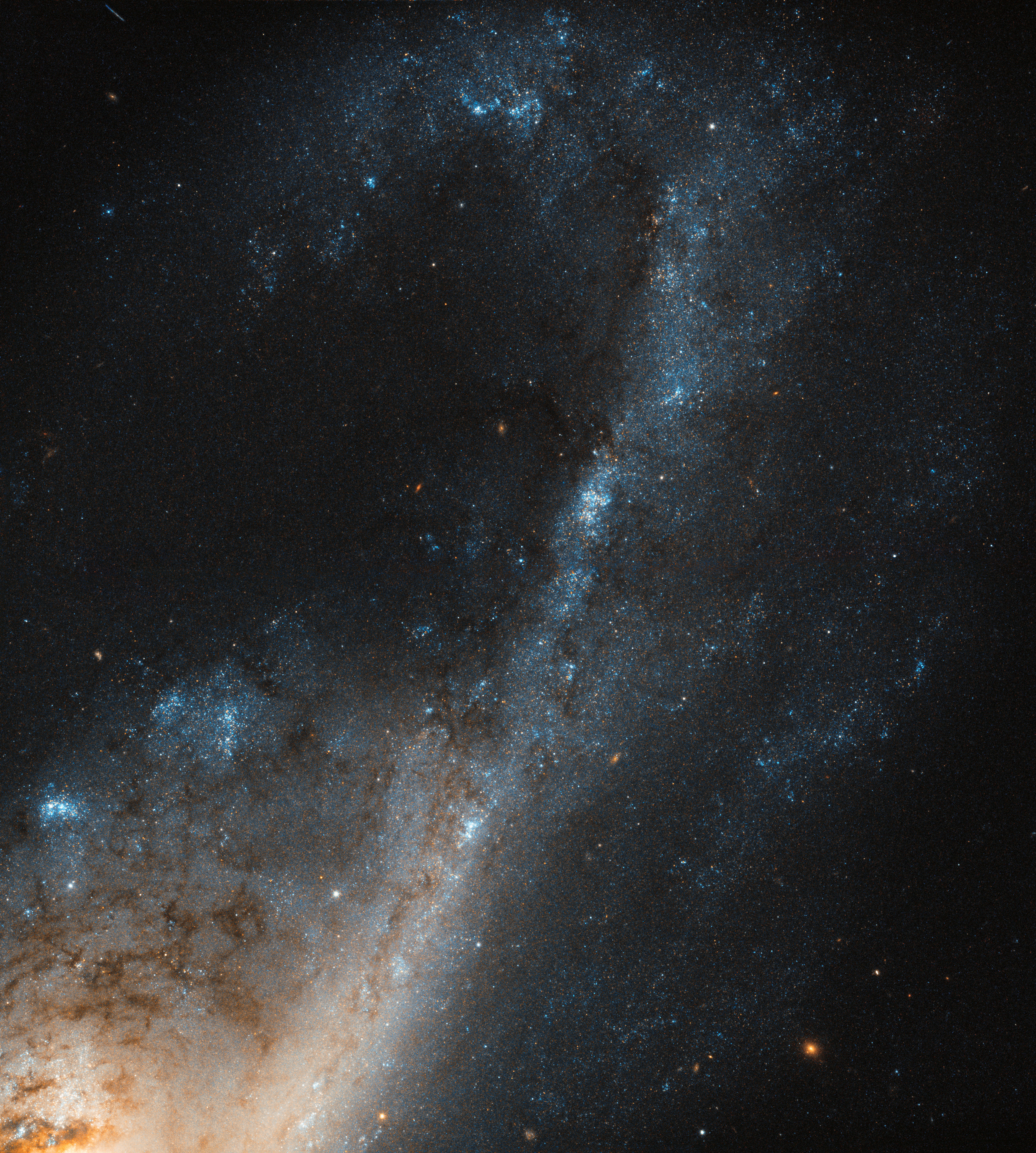
NGC 4536 par le télescope spatial Hubble.

NGC 4536 a été utilisée par Gérard de Vaucouleurs comme une galaxie de type morphologique SAB(rs)bc dans son atlas des galaxies,.

### Galaxie à sursaut de formation d'étoiles
C'est aussi une galaxie à sursaut de formation d'étoiles.

### Luminosité dans l'infrarouge
La luminosité de la galaxie NGC 4536 dans l'infrarouge lointain (de 40 à 400 µm)  est égale à 1,48 × 1010 {\displaystyle L_{\odot }} (1010,17{\displaystyle L_{\odot }}) et sa luminosité totale dans l'infrarouge (de 8 à 1 000 µm) est de 2,09 × 1010 {\displaystyle L_{\odot }} (1010,32{\displaystyle L_{\odot }}).

### Brillance de surface
En raison d'une brillance de surface égale à 14,06 mag/am2, on peut qualifier NGC 4536 de galaxie à faible brillance de surface (LSB en anglais pour low surface brightness). Les galaxies LSB sont des galaxies diffuses (D) avec une brillance de surface inférieure de moins d'une magnitude à celle du ciel nocturne ambiant.

## Trou noir supermassif
Selon une étude publiée en 2011 et basée sur les observations en rayon X par l'observatoire spatial XMM-Newton, un petit trou noir supermassif se trouverait au centre de NGC 4536. La masse de celui-ci serait comprise entre 104 et 104 {\displaystyle M_{\odot }}.

## Supernova
La supernova SN 1981B a été découverte dans NGC 4536 le 2 mars 1981 par un certain Tsvetkov. Cette supernova était de type Ia.

## Groupe de M61, de M60 et l'amas de la Vierge
Selon A.M. Garcia, NGC 4536 est membre du groupe de M61 (NGC 4303). Ce groupe de galaxies comprend au moins 32 membres, dont NGC 4255, NGC 4301 (NGC 4303A dans l'article), M61 (NGC 4303), NGC 4324, NGC 4420, NGC 4527, NGC 4533, NGC 4581, NGC 4599, IC 3267 et IC 3474, de même que la galaxie NGC 4496A qui est en réalité NGC 4496.
D'autre part, toutes les galaxies du New General Catalogue de ce groupe apparaissent  dans une liste de 227 galaxies d'un article publié par Abraham Mahtessian en 1998. Les autres galaxies de ce groupe n'y figurent pas. Cette liste comporte plus de 200 galaxies du New General Catalogue et une quinzaine de galaxies de l'Index Catalogue. On retrouve dans cette liste 11 galaxies du Catalogue de Messier, soit M49, M58, M60, M61, M84, M85, M87, M88, M91, M99 et M100.
Toutes les galaxies de la liste de Mahtessian ne constituent pas réellement un groupe de galaxies. Ce sont plutôt plusieurs groupes de galaxies qui font tous partie d'un amas galactique, l'amas de la Vierge. Pour éviter la confusion avec l'amas de la Vierge, on peut donner le nom de groupe de M60 à cet ensemble de galaxies, car c'est l'une des plus brillantes de la liste. L'amas de la Vierge est en effet beaucoup plus vaste et compterait environ 1300 galaxies, et possiblement plus de 2000, situées au cœur du superamas de la Vierge, dont fait partie le Groupe local,.
De nombreuses galaxies de la liste de Mahtessian se retrouvent dans onze groupes décrits dans l'article d'A.M. Garcia, soit le groupe de NGC 4123 (7 galaxies), le groupe de NGC 4261 (13 galaxies), le groupe de NGC 4235 (29 galaxies), le groupe de M88 (13 galaxies, M88 = NGC 4501), le groupe de NGC 4461 (9 galaxies), le groupe de M61 (32 galaxies, M61 = NGC 4303), le groupe de NGC 4442 (13 galaxies), le groupe de M87 (96 galaxies, M87 = NGC 4486), le groupe de M49 (127 galaxies, M49 = NGC 4472), le groupe de NGC 4535 (14 galaxies) et le groupe de NGC 4753 (15 galaxies). Ces onze groupes font partie de l'amas de la Vierge et ils renferment 396 galaxies. Certaines galaxies de la liste de Mahtessian ne figurent cependant dans aucun des groupes de Garcia et vice versa.

### Paire de galaxies
Selon Vaucouleur et Harold Corwin, NGC 4533 et 4536 forment une paire de galaxies.